# Nagroda IIFA dla Najlepszego Reżysera
Zwycięzcy Nagroda IIFA dla Najlepszego Reżysera - nominowani przez przedstawicieli kina bollywoodzkiego w Indiach wybierani drogą internetową przez widzów. Nagrody są wręczane na uroczystości poza granicami Indii. Trzykrotnym zwycięzcą jest Sanjay Leela Bhansali. 
| Jahr | Regisseur             | Film                   |
| ---- | --------------------- | ---------------------- |
| 2000 | Sanjay Leela Bhansali | Hum Dil De Chuke Sanam |
| 2001 | Rakesh Roshan         | Kaho Naa... Pyaar Hai  |
| 2002 | Ashutosh Gowarikar    | Lagaan                 |
| 2003 | Sanjay Leela Bhansali | Devdas (film 2002)     |
| 2004 | Rakesh Roshan         | Koi... Mil Gaya        |
| 2005 | Yash Chopra           | Veer-Zaara             |
| 2006 | Sanjay Leela Bhansali | Black (film)           |
| 2007 | Rajkumar Hirani       | Lage Raho Munnabhai    |
| 2008 | Shimit Amin           | Chak De India          |